# Суперінфекція
Суперінфекція (англ. superinfection) — процес, в результаті якого клітина, спочатку заражена одним вірусом, коінфікується через якийсь час іншим штамом вірусу або іншим вірусом. Вірусні суперінфекції можуть призвести до появи резистентних штамів вірусів, для лікування яких будуть потрібні інші препарати. Наприклад, коінфекція людини двома різними штамами вірусу ВІЛ може призвести до утворення штаму, резистентного до антиретровірусної терапії. Також показано, що комбінована інфекція зменшує загальну ефективність імунної відповіді.
У медичній практиці суперінфекцією називають інфекцію, що йде за іншою інфекцією, особливо у разі зараження резистентними мікроорганізмами. Згідно з ілюстрованим медичним словником Дорленда, суперінфекція — це стан, викликаний різким зростанням бактерій іншого типу, ніж первинних.

## Суперінфекції фагів лямбда
Коли клітина знаходиться в лізогенному стані під дією одного фага лямбда, інший лямбда-фаг, що інфікує клітину, не може перейти в стадію літичного циклу для свого відтворення. Фаза ін'єкції ДНК або РНК фага проходить нормально, але транскрипції та трансляції нової ДНК не відбувається. Таким чином, клітина, заражена одним лямбда-фагом, має імунітет до інших лямбда-фаг. Відбувається це через те, що клітина у лізогенній фазі постійно виробляє білок cI-репресора, у кількості, що перевищує потреби для зупинки одного фага. Надлишкові кількості репресора зв'язуються з ДНК інших фагів та запобігають його транскрипції.